# Henri Bourgeois (théologien)
Pour les articles homonymes, voir Bourgeois et Henri Bourgeois.
Henri Bourgeois, né le 12 octobre 1934 à Roanne et mort le 27 octobre 2001 dans le 8e arrondissement de Lyon, est un théologien catholique français.

## Biographie
Ses travaux ont été décisifs dans le domaine de l'identité chrétienne (dans la suite de Jean Mouroux, pionnier dans ce domaine), de l'initiation chrétienne et du catéchuménat. Il a mené aussi une réflexion systématique sur la temporalité et la mutation du temps dans la société moderne. Il était professeur de théologie pastorale (ou théologie pratique) à l'Université catholique de Lyon.

### Ministère pastoral
- 1962 : ordonné prêtre du diocèse de Lyon[3].
- 1964 : vicaire à la paroisse Saint Martin d’Ainay (Lyon 2e).
- 1967 : professeur au séminaire Saint Irénée.
- 1972 : chargé du catéchuménat diocésain de Lyon, pour l‘accueil d‘adultes désireux de découvrir la foi et la vie chrétienne, et de recevoir le baptême.
- 1978 : création d’un collectif d’édition pour des ouvrages grand public (pseudonyme : Pascal Thomas (Pascal : la joie pascale – Thomas : la difficulté de croire) ; puis en 1993, direction d'une collection sous ce nom chez l’éditeur Desclée de Brouwer : Pascal Thomas-Pratiques chrétiennes.
- 1990 : création de l’Espace Sainte Marie (du nom de la paroisse où il était situé, Lyon 7e) : lieu urbain d’accueil, de réflexion et de conférences, pour un public divers; désireux de débattre de questions que pose la vie et la foi, en particulier des personnes désirant recommencer à croire, qui s’appelaient eux-mêmes des recommençants.

### Enseignement et recherche théologiques
- 1970 : enseignant à la Faculté de théologie de l'université catholique de Lyon[4] jusqu’en 1999.
- 1977 : docteur en théologie de cette Faculté, et doyen de 1979 à 1985.
- 1981 : chargé par l’épiscopat de créer un département de communication dans la Faculté. Il y anima le groupe international Médiathec : recherche sur médias et théologie de la communication[5].

Nombreuses sessions de formation, et colloques (participation ou organisation). En particulier le premier colloque intercontinental de théologie catéchuménale en 1993, et des colloques inter-religieux annuels de 1996 à 2001.
Membre de la Société internationale de théologie pratique (SITP) et de l'Association européenne de théologiens catholiques (AETC) ; en 1992, fondation, avec quelques collègues, de la section AETC-France.

### Pour connaître l’œuvre d’Henri Bourgeois
- Intelligence et passion de la foi (éd. L’Atelier/DDB, 2000), recueil de textes d’Henri Bourgeois, présentés par des théologiens, ses collègues, en hommage à la Faculté de théologie de Lyon. Cinq domaines : Théologie pratique, Théologie dogmatique, Théologie sacramentaire, Théologie de la communication, Théologie spirituelle.
- Henri Bourgeois (1934-2001), théologien de la nouveauté chrétienne (Marie-Louise Gondal, dir.), éd. Profac (UCL). Contient : cinq évocations d’amis et  collègues, un dossier  bibliographique détaillé (300 entrées), un dossier de recensions, et deux index.
- Un colloque : « Je crois à la résurrection du corps » (UCL, Lyon, 3 février 2007). Compte-rendu dans la revue : Théophilyon, juin 2007).

Le Fonds d’archives Henri Bourgeois est accessible à l’université catholique de Lyon.

### Titres de ses ouvrages
- Mais il y a le Dieu de Jésus-Christ, Casterman, 1970
- L'avenir de la confirmation, Chalet, 1972
- Dieu selon les chrétiens, Centurion, 1974
- Le salut comme discours. Analyse sémiotique du discours et analyse théologique'', Chalet, 1974
- Revoir nos idées sur Dieu, DDB/Bellarmin, 1975
- Libérer Jésus-Christ. Christologies actuelles, Centurion, 1977
- Je crois à la résurrection du corps, Desclée, 1981, réédition Fides (Québec), 2007
- L’initiation chrétienne et ses sacrements, Centurion, 1982
- L'espérance, maintenant et toujours, Desclée, 1985
- La mort, sa signification chrétienne, Desclée/Novalis, 1988
- Comment sait-on qu’on a la foi ?, Centurion, 1991
- Foi et cultures. Quelles manières de vivre et quelles manières de croire, aujourd’hui, Centurion, 1991
- Théologie catéchuménale. À propos de la nouvelle évangélisation, Cerf, 1991, réédition augmentée 2007, préface de Mgr Joseph Doré, traduction espagnole, Teologia catecumenal, Barcelone, Centre de Pastoral litúrgica, 2007
- Identité chrétienne, DDB, 1992
- Redécouvrir la foi. Les recommençants, DDB, 1993
- Questions sur la foi. Des réponses pour s’y retrouver, DDB, 1993, réédition augmentée, 1996
- La télévision nous fait-elle la morale ? Médias et éthique du public, Centurion, 1993
- La réincarnation, (Pascal Thomas), Centurion, 1994
- Quel rapport avec l’Église ? Confiance et vigilance, DDB, 2000
- Baptiser. Diverses manières de baptiser aujourd’hui, 1re éd. 1986, réédition L’Atelier, 2001
- À l’appel des recommençants, L’Atelier, 2001

### Ouvrages en collaboration
- Nouveau monde, nouveaux diacres, avec René Schaller, Desclée, 1968
- Dire le salut, avec Jean Le Du et Antoine Delzant, Chalet, 1974
- Seront-ils chrétiens ? Perspectives catéchuménales, (avec Jean Vernette), Chalet, 1975
- Le monothéisme, (avec Pierre Gibert et Maurice Jourjon), Profac, Lyon, 1984
- L’expérience chrétienne du temps, (avec Pierre Gibert et Maurice Jourjon), Cerf, 1986
- La réincarnation, oui ou non ?, (Pascal Thomas), Centurion, 1987,
- Ces chrétiens que l’on appelle laïcs, (Pascal Thomas), Editions Ouvrières, 1988
- La cause des Ecritures. L’autorité des Ecritures en christianisme, (avec Pierre Gibert et Maurice Jourjon), éditions Profac, 1989
- Le diable, oui ou non ? (Pascal Thomas), Centurion, 1989
- Les évêques et l’Église. Un problème (avec Henri Denis et Maurice Jourjon), Cerf, 1989
- Chemin de foi. Parcours catéchuménal, 2 vol., 1990-1991
- Aux commencements de la foi. Pastorale catéchuménale en Europe, (avec les responsables des services nationaux du catéchuménat catholique de France, Italie, Suisse, Espagne, Allemagne, et de l’église anglicane d’Angleterre), Préface du Cardinal Martini, éditions Médiaspaul/Paulines, en plusieurs langues, 1990
- Les médias. Textes des Églises, recueil, (avec le groupe Médiathec), Centurion, 1990
- Guide pratique de la réflexion théologique, avec un groupe de professeurs, Faculté de Théologie, Lyon, édition Profac, 1992
- Les médias, côté public, avec Jean Bianchi, Centurion, 1992
- Pour une mémoire catéchuménale. Petite histoire des catéchuménats français (1952-1992), (Pascal Thomas), éditée par la revue du *Service national du catéchuménat, « Croissance de l’Église », Paris,  1992
- Introduction à l’étude de la théologie, (Manuel de Théologie, Joseph Doré, dir.), t. 2 : IIIè et IVè Partie :  « Pratiques et originalité de la foi chrétienne », et «la théologie comme discours », Desclée, 1992
- Le rôle des évêques. Réalités et possibilités, (participation des évêques Armand Le Bourgeois, Gérard Defois et Georges Pontier), DDB, 1994
- Réincarnation, résurrection, (Pascal Thomas), Plon/Mame, 1995
- Signes du salut. Histoire des dogmes, (Bernard Sesboüé dir., ), t. III, Desclée, 1995
- Des recommençants prennent la parole, recueil (avec ML. Gondal et C. Charlemagne), DDB, 1996
- Que devient la paroisse ?, (Pascal Thomas), DDB, 1995
- Dynamiques de la pastorale. Un art qui se renouvelle, (Pascal Thomas), DDB, 1997
- Prière et méditation dans le bouddhisme et le christianisme, (avec Pierre Schnetzler), DDB, 1998,
- «Regards non chrétiens sur Jésus », contribution  à : 20 ans de publications françaises sur Jésus (J.-Fr. Baudoz et M. Fédou), Desclée, 1998
- La théologie en Pologne aujourd’hui, (avec des théologiens polonais), Cerf, 1998,
- Conversations inter-religieuses, (6 colloques), Université catholique de Lyon, (1996-2001), 3 tomes, Profac, 1996-2001.

### Contributions et  articles pour des revues et dictionnaires
- Revues :

Prêtres diocésains, Église à Lyon, Unité Chrétienne, Croissance de l’Église, Catéchèse, Bulletin des Facultés Catholiques de Lyon, Spiritus, Chemins de dialogue, La Nouvelle Revue Théologique, Concilium, Croire aujourd’hui, Études, Recherche de Science Religieuse, La Maison-Dieu, Lumière et Vie, Lumen Vitae, Théophilyon, etc."
- Dictionnaires :

Dictionnaire critique de Théologie - Encyclopédie du christianisme - Encyclopédie des religions. - Dictionnaire de spiritualité

### Collection Pascal Thomas-Pratiques chrétiennes
Fondée et dirigée par H. Bourgeois. Ouvrages de divers auteurs. DDB, 1993-2000.
- Gondal (M.-L.), Communautés en Christianisme. Un nouveau pas à faire, 1993
- Bourgeois Henri : Redécouvrir la foi. Les recommençants, 1993
- Biot (Ch), La célébration des funérailles, 1993
- Pléty (R.), Église ordinaire et communautés nouvelles, 1994
- Bourgeois (H.),  Le rôle des évêques. Réalités et possibilités, 1994
- Whitehead (E. et J.-D.), traduction et adaptation M.L. Gondal, Points de repères pour les groupes chrétiens, 1994
- Palmaert (A.), Le sexe ignoré. La condition masculine dans l'Église, 1994
- Gendrin (B.), Église et société, communication impossible ?, 1995
- Barlow (C. et M.), Le couple, chemin vers Dieu, 1995
- Vernay (J.), Le droit dans l'Église catholique, 1995
- Pascal Thomas, Que devient la paroisse ?, 1995
- Confluences ». Invitation au voyage. Chances et limites du tourisme, 1996
- Sesboüé (B.), N'ayez pas peur. Regards sur les ministères, 1996
- Favre, Fleurquin et al., Nous, divorcés remariés. Des catholiques témoignent, 1996
- Pascal Thomas, Dynamiques de la pastorale. Un art qui se renouvelle,  1997
- Naouri (M.C.) et al., Quand vous chantez à l'église, 1998
- Pascal Thomas, Si vous vous ennuyez pendant le sermon,  1998
- Sizaire (A.), Religieuses apostoliques aujourd'hui, 1999
- Pascal Thomas, Du côté des célébrations pénitentielles, 1999
- Alibert (M.) et Viard (B.),  Yoga et christianisme. Quelles convergences ?
- Bourgeois (H.), Quel rapport à l'Église ? Confiance et vigilance,  2000